# Maxillariinae
Maxillariinae Benth. è una sottotribù di piante appartenente alla famiglia delle Orchidacee (sottofamiglia: Epidendroideae, tribù Cymbidieae).

## Biologia
La gran parte delle Maxillariinae si riproduce per impollinazione entomogama ad opera di apoidei della tribù Euglossini

## Tassonomia
La sottotribù comprende i seguenti generi:
- Anguloa Ruiz & Pav., 1794 (9 spp.)
- Bifrenaria Lindl., 1832 (21 spp.)
- Guanchezia G.A.Romero & Carnevali, 2000 (1 sp.)
- Horvatia Garay, 1977 (1 sp.)
- Lycaste Lindl., 1843 (36 spp.)
- Maxillaria Ruiz & Pav., 1794 (647 spp.)
- Neomoorea  Rolfe, 1904 (1 sp.)
- Rudolfiella Hoehne, 1944 (6 spp.)
- Scuticaria Lindl., 1843 (12 spp.)
- Sudamerlycaste Archila, 2002 (42 spp.)
- Teuscheria Garay, 1958 (10 spp.)
- Xylobium  Lindl., 1825 (36 spp.)